# Uglaševanje (film)
Uglaševanje je slovenski dramski film iz leta 2006 v režiji Igorja Šterka po scenariju Šterka in Siniše Dragina. Peter in Katarina se po petnajstih letih v zakonu soočata z osebno krizo. Film je prejel glavno nagrado na Mednarodnem filmskem festivalu Mannheim-Heidelberg, bil je tudi nominiran za nagradi Grand Prix na Mednarodnem filmskem festivalu v Ghentu in kristalni globus na Mednarodnem filmskem festivalu v Karlovih Varih. Na Festivalu slovenskega filma je bil nagrajen za najboljši film po mnenju kritikov, režijo (Igor Šterk) ter glavno moško (Peter Musevski) in žensko vlogo (Nataša Burger).

## Igralci
- Nataša Burger kot Katarina
- Tomi Janežič
- Polona Juh kot Manca
- Ana Kerin kot starejša hči
- Peter Musevski kot Peter
- Andraž Polič kot Matjaž
- Taja Strle kot mlajša hči